# Ernie Pieterse
Pour les articles homonymes, voir Pieterse.
Pas d'image ? Cliquez ici
Ernie Pieterse, de son vrai nom Ernest Pieterse, est un pilote automobile sud-africain né le 4 juillet 1938 à Parow et mort le 1er novembre 2017 à Johannesbourg. Il est notamment connu pour avoir remporté le championnat d'Afrique du Sud de Formule 1 1962 et participé à trois reprises au Grand Prix automobile d'Afrique du Sud, en 1962, 1963 et 1965.

## Carrière
Ernie Pieterse commence sa carrière en 1957 d'une façon originale : assistant à une course automobile sur le circuit de Grand Central en tant que spectateur, il critique la conduite des concurrents ; un spectateur lui lançant alors le défi de faire mieux, Pieterse commence sa carrière en sport automobile, d'abord en Grand tourisme au volant d'une DKW puis d'une Alfa Romeo Giulia TI partagée avec son frère André. Ils terminent notamment troisièmes des 9 heures du Rand 1958.
En 1961, Ernie passe à la monoplace au volant d'une Heron-Alfa Romeo de Formule Junior. Durant la saison il remporte deux victoires, au Grand Prix automobile de Rhodésie et au Rand Spring Trophy, ce qui lui permet d'être classé quatrième du championnat.
En 1962, il achète une Lotus 21-Climax qui lui permet de remporter quatre courses et de devenir champion d'Afrique du Sud de Formule 1. Cette même année il s'inscrit pour le Grand Prix automobile d'Afrique du Sud comptant pour le championnat du monde de Formule 1. Qualifié treizième, il finit la course en dixième position.

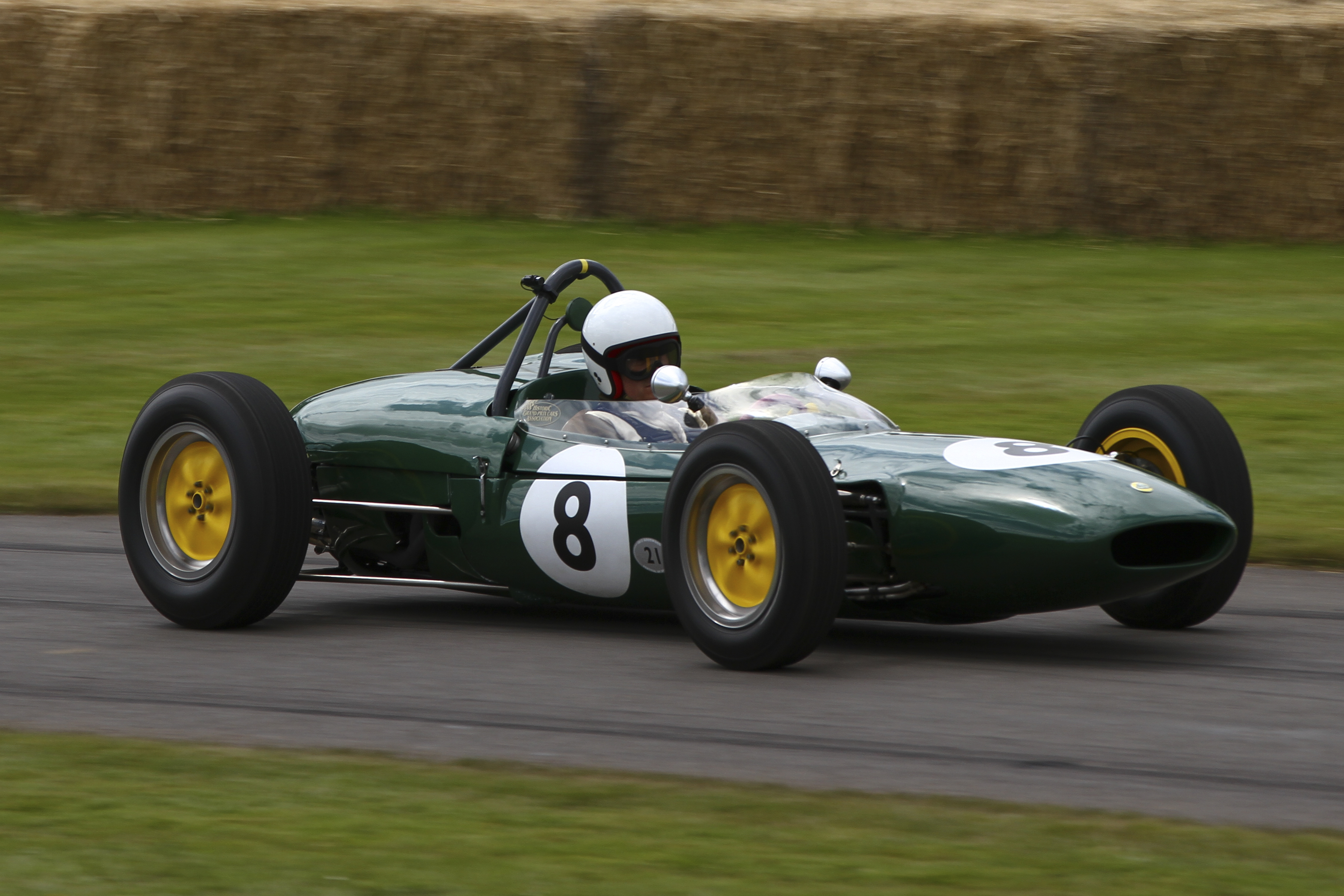
Une Lotus 21 similaire à celle qu'Ernie Pieterse acheta en 1962.

En 1963, il continue sur sa lancée pour le Team Lawson mais les résultats ne sont plus aussi bons puisqu'il ne monte qu'une seule fois sur le podium, deuxième du Grand Prix automobile du Mozambique. Il retente sa chance au Grand Prix automobile d'Afrique du Sud ; qualifié douzième, il abandonne à cause d'une panne moteur.
L'année suivante il n'obtient aucun résultat notable et termine sixième du championnat. En 1965, il ne parvient pas à se qualifier lors de sa troisième participation au Grand Prix automobile d'Afrique du Sud et met un terme à sa carrière à l'issue du weekend de course.

## Résultats en championnat du monde de Formule 1
| Saison | Écurie              | Châssis  | Moteur    | Courses   | Victoires | Podiums | Pole positions | Meilleurs tours | Points | Classement |
| ------ | ------------------- | -------- | --------- | --------- | --------- | ------- | -------------- | --------------- | ------ | ---------- |
| 1962   | Privé               | Lotus 21 | Climax L4 | 1         | 0         | 0       | 0              | 0               | 0      | Nc.        |
| 1963   | Privé               | Lotus 21 | Climax L4 | 1         | 0         | 0       | 0              | 0               | 0      | Nc.        |
| 1965   | Lawson Organisation | Lotus 21 | Climax L4 | 0 (1 Nq.) | 0         | 0       | 0              | 0               | 0      | Nc.        |

## Résultats en championnat d'Afrique du Sud de Formule 1
| Saison | Écurie              | Châssis  | Moteur        | Courses | Victoires | Podiums | Pole positions | Meilleurs tours | Points | Classement |
| ------ | ------------------- | -------- | ------------- | ------- | --------- | ------- | -------------- | --------------- | ------ | ---------- |
| 1961   | Scuderia Alfa       | Heron    | Alfa Romeo L4 | 10      | 1         | 1       | 0              | 0               |        | 4e         |
| 1962   | Scuderia Alfa       | Lotus 21 | Climax L4     | 12      | 5         | 5       | 2              | 0               |        | 1er        |
| 1963   | Scuderia Alfa       | Lotus 21 | Climax L4     | 10      | 0         | 1       | 0              | 0               |        |            |
| 1964   | Team Lawson         | Lotus 21 | Climax L4     | 10      | 0         | 0       | 0              | 0               |        | 6e         |
| 1965   | Lawson Organisation | Lotus 21 | Climax L4     | 1       | 0         | 0       | 0              | 0               |        | Nc.        |

## Palmarès
- Champion d'Afrique du Sud de Formule 1 1962
- 6 victoires en championnat d'Afrique du Sud de Formule 1